# 聖誕搞轟趴
是一部2016年美國聖誕喜劇片，由喬許·高登與威爾·史派克共同執導。電影主演包括傑森·貝特曼、奧莉薇亞·孟恩、T·J·米勒、寇特尼·B·凡斯、凱特·麥金儂和珍妮佛·安妮斯頓。
美國於2016年12月9日廣泛上映。

## 劇情
故事敘述當公司即將面臨關閉之際，該公司的技術長必須與同事們想辦法挽救，因此他們打算舉辦一場空前絕後的聖誕辦公室派對，以顧及大家的飯碗和未來。

## 演員
| 演員姓名          | 角色名稱 | 介紹                                                                                    |
| 傑森·貝特曼       | Josh     | 分公司技術長，與總經理Clay是好友，想辦法討好Walter來保住分公司。                        |
| T·J·米勒          | Clay     | 分公司總經理，公司創辦人的兒子，輕浮但是很照顧員工。                                    |
| 奧莉薇亞·孟恩     | Tracey   | 高級技術員，Josh的下屬，與Josh有曖昧關係。                                              |
| 珍妮佛·安妮斯頓   | Carol    | Clay的姊姊，總公司CEO，公司創辦人的大女兒，因為弟弟的工作態度太差，決定要將分公司收掉。 |
| 凱特·麥金儂       | Mary     | 人事主任，相當保守並經常對公司職員要求甚多。                                            |
| 寇特尼·B·凡斯     | Walter   | 另一間科技公司的經理，如果合作成功將會為公司帶來1200萬美元的生意。                      |
| 卡蘭·索尼         | Nate     | 公司職員之一，宣稱自己有模特兒女友，常被欺負。                                          |
| 凡妮莎·拜爾       | Allison  | Clay的秘書。                                                                            |
| 羅伯·考德瑞       | Jeremy   | 客戶服務主管，與Mary不合。                                                              |
| 藍道爾·朴         | Fred     | 新的會計室職員，有奇怪的性癖好                                                          |
| 艾比·麗·科肖      | Savannah | 伴遊女郎，Nate請來假裝成自己女友。                                                      |
| 吉莉安·貝爾       | Trina    | Savannah的經紀人。                                                                      |
| 達芬·喬伊·藍道夫  | Carla    | 門口警衛                                                                                |
| 山姆·理查德森     | Joel     | 公司職員之一，在派對擔任DJ                                                              |
| 鄭智麟            | Meghan   | 公司職員之一。                                                                          |
| 麥特·華許         | Ezra     |                                                                                         |
| 本·法爾科內       | 醫生     | 替 Clay 治療的醫生                                                                      |
| 阿德里安·馬丁尼茲 | Larry    |                                                                                         |
| 奧利佛·庫珀       | Drew     |                                                                                         |
| 安德鲁·里德斯     | Larry    |                                                                                         |
| 福瓊·凡姆斯特     | Lonny    |                                                                                         |
| 吉米·巴特勒       | 自己     | 派對的嘉賓                                                                              |

## 反響
爛番茄基於186條評論，新鮮度40%，平均評分為4.9/ 10。Metacritic得分42。據CinemaScore調查，觀眾的評價在A+至F間平均落於「B」。

## 外部連結
- Box Office Mojo上《聖誕搞轟趴》的資料（英文）
- 互联网电影数据库（IMDb）上《聖誕搞轟趴》的资料（英文）
- 爛番茄上《聖誕搞轟趴》的資料（英文）
- Metacritic上《聖誕搞轟趴》的資料（英文）
- AllMovie上《聖誕搞轟趴》的资料（英文）
- 開眼電影網上《聖誕搞轟趴》的資料（繁體中文）
- 时光网上《聖誕搞轟趴》的資料（简体中文）
- 豆瓣电影上《聖誕搞轟趴》的資料 （简体中文）